# Кайпин (Гуандун)
Кайпи́н (кит. упр. 开平, пиньинь Kāipíng) — городской уезд городского округа Цзянмэнь провинции Гуандун (КНР).

## История
Уезд Кайпин (开平县) был образован во времена империи Цин в 1649 году.
После вхождения этих мест в состав КНР уезд вошёл в состав Специального района Юэчжун (粤中专区). В ноябре 1949 года на стыке уездов Кайпин и Тайшань был создан посёлок уездного уровня Саньбучжэнь (三埠镇). В 1952 году административное деление провинции Гуандун было изменено, и уезд Кайпин и посёлок Саньбучжэнь вошли в состав Административного района Юэси (粤西行政区). В 1953 году посёлок уездного уровня Саньбучжэнь был включён в состав уезда Кайпин. В конце 1955 года было принято решение об упразднении административных районов, и с 1956 года уезд Кайпин вошёл в состав нового Специального района Фошань (佛山专区). В ноябре 1958 года Специальный район Фошань был переименован в Специальный район Гуанчжоу (广州专区), но уже в январе 1959 года ему было возвращено прежнее название.
В декабре 1959 года уезд перешёл в состав нового Специального района Цзянмэнь (江门专区), при этом уезд Эньпин был присоединён к уезду Кайпин. 2 апреля 1961 года Специальный район Цзянмэнь был переименован в Специальный район Чжаоцин (肇庆专区), после чего уезд Эньпин был снова выделен из уезда Кайпин. В июне 1963 года уезд вернулся в состав Специального района Фошань.
В 1970 году Специальный район Фошань был переименован в Округ Фошань (佛山地区).
1 июня 1983 года округ Фошань был расформирован, и уезд вошёл в состав городского округа Цзянмэнь.
6 сентября 1993 года уезд Кайпин был преобразован в городской уезд.

## Административное деление
Городской уезд делится на 2 уличных комитета и 13 посёлков.

## Достопримечательности
Достопримечательностью уезда являются укреплённые многоэтажные особняки Дяолоу, которые внесены в список Всемирного наследия ЮНЕСКО.